# Consorzio TEAM
Il Consorzio TEAM era un raggruppamento temporaneo di imprese costituito nel 1983 con lo scopo di realizzare l'elettrificazione a corrente alternata monofase delle linee ferroviarie della Sardegna.
Il consorzio TEAM (acronimo per Trazione Elettrica Alternata Monofase) venne costituito allo scopo di realizzare il progetto di ristrutturazione ed elettrificazione della "dorsale sarda" e di una breve tratta della linea Civitavecchia-Orte a scopo di prove e collaudi. La dorsale avrebbe avuto rettifiche di tracciato e raddoppi di binario con l'elettrificazione di circa 350 km di linea. Le opere vennero approvate con la legge n. 17 del 12 febbraio 1981 e prevedevano anche la costruzione delle nuove locomotive E.491/492.
Il progetto venne successivamente abbandonato dopo la ricostruzione della tratta Civitavecchia-Aurelia per le prove e i collaudi e della Cagliari-Decimomannu, a doppio binario, in Sardegna; le locomotive, in numero di 25, vennero tuttavia costruite e consegnate alle Ferrovie dello Stato che le accantonarono senza alcuna possibilità di utilizzazione.
Il consorzio si sciolse dopo la consegna degli ultimi lavori e dei rotabili.

## Composizione del consorzio TEAM
La realizzazione delle infrastrutture e dei rotabili venne ripartita tra le imprese secondo lo schema seguente:
- per le opere civili: Condotte d'Acqua, C.M.C, Dipenta (capo commessa, Condotte d'Acqua)
- per gli impianti di elettrificazione: Ansaldo, S.A.E (capo commessa, S.A.E)
- per il segnalamento e impianti di comunicazione: Ansaldo, SASIB, Sirti, WABCO (capo commessa Ansaldo)
- per le locomotive: Ansaldo, Fiat ferroviaria (capocommessa, Fiat ferroviaria)